# Willem van Maleval

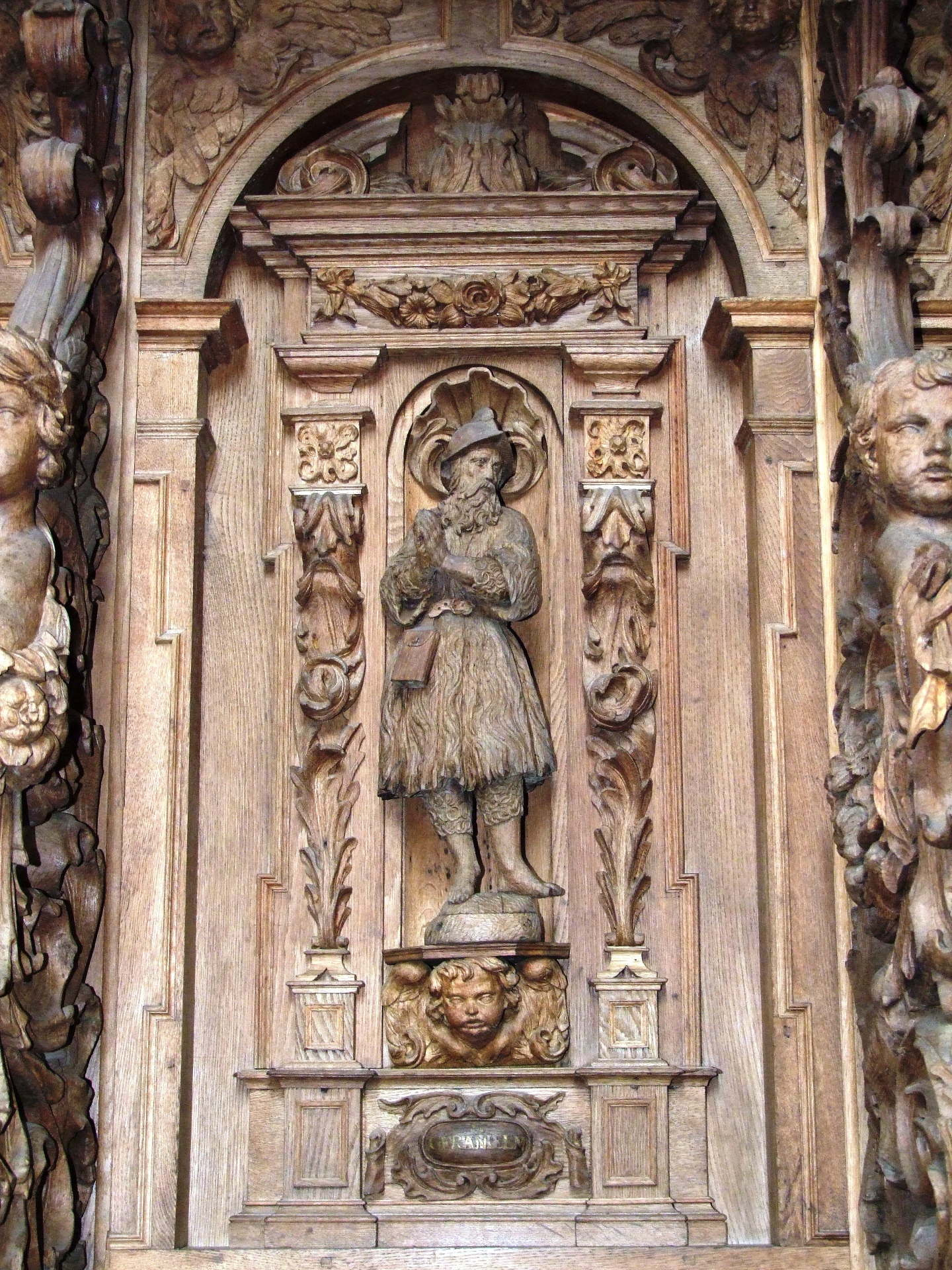
Willem van Maleval, afgebeeld rond 1690 door de beeldhouwer Ignaz Waibl op een koorbank in het klooster Buxheim in Beieren

Willem van Maleval, ook genaamd Willem de Kluizenaar of Willem de Grote (overleden te Castiglione della Pescaia, 10 februari 1157) was een Frans zalige en ordestichter.
Hij werd op onbekende datum geboren in Frankrijk. Na een pelgrimstocht naar het Heilig Land werd hij in 1153 abt van een abdij in Pisa. Dit ambt lag hem echter niet en hij vestigde zich als kluizenaar in Toscane. Daar kreeg hij volgelingen, en met hen stichtte hij in 1154 een klooster in een onherbergzaam gebied niet ver van Grosseto, 'Malavalle' ('slecht dal') genoemd. Zijn volgelingen, in het Nederlands Wilhelmieten genaamd, verspreidden zich over Italië, Frankrijk en Duitsland, maar zijn in de negentiende eeuw uitgestorven.
In 1202 werd Willem zalig verklaard door paus Innocentius III. Zijn feestdag is op 10 februari. Hij is de patroonheilige van de wapenmeesters, van de stad Fascia (Italië) en van de Filipijnse bisdommen Laoag en San Fernando. Hij wordt afgebeeld met een kruisstaf die eindigt op een halve maan, met een schild met vier leliën, met een kloostergewaad over een harnas en met een pelgrimsstaf.